# Heterodina mosaica
Heterodina mosaica là một loài chân đều trong họ Sphaeromatidae. Loài này được Kensley & Schotte miêu tả khoa học năm 1987.